# Manuel Ángelo Filantropeno
Manuel Ángelo Filantropeno (en griego: Μανουήλ Ἂγγελος Φιλανθρωπηνός) fue un noble bizantino que gobernó en Tesalia como vasallo bizantino con el título de César entre 1390 hasta su conquista por los turcos otomanos en 1393. Era el hijo o hermano de Alejo Ángelo Filantropeno, que había gobernado Tesalia desde o comienzos de la década de 1370, sucediéndolo hacia 1389/1390. Como Alejo, reconoció la soberanía del emperador bizantino, adquiriendo el título de César a cambio.
En 1389, él (o Alejo, si estaba vivo) envió ayuda al gobernante de Ioánina, Esaú de Buondelmonti contra las tribus albanesas de Epiro, y sus fuerzas conjuntas consiguieron una gran victoria sobre ellos. En 1393, sin embargo, los otomanos enviaron un gran ejército que ocupó Tesalia. Manuel fue así el último gobernante cristiano de toda la región hasta 1878, cuando se convirtió en parte del Reino de Grecia. También él o (menos probable) Alejo fue el abuelo del gobernante de Serbia Mihailo Anđelović y el gran visir otomano Mahmud Pasha Angelović. Su hija Ana Filantropena se casó con el emperador de Trebisonda Manuel III.